# Cercado (El Beni)
Cercado é uma província da Bolívia localizada no departamento de El Beni, sua capital é a cidade de Trinidad de Mojos.